# 袁术
袁术（155年—199年），字公路，汝南郡汝陽縣（今河南商水）人，出身于官宦門閥，袁逢之子，袁基、袁绍之弟。东汉末年的军阀，官至左將軍。最初以南陽作為領地，之後立足淮南僭號稱帝，自立為仲氏政權，却得不到支持，反遭各方勢力圍攻，在位兩年半屡次兵败，最终因悲憤吐血而死。

## 生平

### 四世三公
袁术出身东汉研究儒學的世家、高祖袁安官至司空、司徒，叔曾祖袁敞官至司空，祖父袁湯官至司空、司徒、太尉，父親袁逢官至司空，叔父袁隗官至司徒、太傅。家族中四代人居三公(太尉、司徒、司空)要職之位者多達五人，故號稱「四世三公」或「四世五公」，門生故吏遍布天下。祖父袁湯所生四子，長子袁平、次子袁成、三子為父親袁逢、四子為袁隗。袁術为司空袁逢之嫡次子。由於庶兄袁绍是二伯父袁成的繼子，因此史書普稱袁術為袁紹的堂弟，實際上二人是同父异母的亲兄弟。《三国志》记载袁术“举孝廉，除郎中，历职内外，后为折冲校尉、虎贲中郎将”。

### 南阳发迹
《后汉书·袁术传》说袁术：「少以侠气闻，数与诸公子飞鹰走狗，后颇折节。举孝廉，累迁至河南尹、虎贲中郎将。」何进被杀后，袁术率虎贲围南宫，焚烧嘉德殿青锁门，欲逼迫宦官段珪出宫。董卓入洛阳后，卓欲废天子，表袁术为后将军，袁术惧祸逃往南陽，遂有南阳之众。孙坚杀南阳太守张咨，引兵从术。於是劉表荐袁术為南陽太守。南阳户口尚数十百万，但是他不修法度，以抄掠为资，奢姿无厌，百姓患之。

### 二袁相爭
袁基作為袁家掌門人，在討董時候與叔父袁隗被殺。袁紹與袁術二人爭奪袁家家主之位，而大打出手。首先二袁皆否定質疑董卓所立的皇帝劉協，劉協本為劉宏庶子而非嫡子，所以存在皇位正統合法性。袁绍想立劉虞为帝，但袁术想自立為帝，故而行事放纵，不愿见到成年的汉朝皇帝，于是托辞公义不赞同袁绍的提议，使兄弟两人积怨翻脸。袁术派遣孫堅进攻董卓尚未返回豫州，袁紹遂以會稽的周昕為豫州刺史，直接夺取孙坚后方的地盘，袁术引兵擊退周昕。當時豪杰大多依附袁绍，袁术怒骂他人宁可追随“家奴”（指庶出的同父兄长袁绍）也不追随自己，还曾写信给幽州的公孙瓒说袁绍不是袁氏子孙。此時劉虞之子劉和被漢獻帝派去連絡劉虞派兵來迎，但在途徑南陽時被袁術扣留，袁術藉此向劉虞索要了數千騎兵力，公孙瓒勸阻劉虞不成，為避免被袁術怨恨，遂派其堂弟公孙越支援袁术，並勸說袁術奪走那些兵馬，不久後公孫越戰死於袁紹引發的豫州争夺战，自此公孙瓒亦和袁绍結怨而長年征戰。
袁术与公孙瓒、平原相刘备、徐州刺史陶谦结盟。袁绍為了对抗袁术也拉拢了荆州的刘表结盟，拉拔兗州刺史曹操對抗陶謙，隨後袁术派遣孙坚征讨刘表，但孙坚不幸战死。之後袁术又协同朝廷任命的兖州刺史金尚攻兖州，屯封丘，並得到黑山賊的余部以及匈奴於扶罗等助战，對上袁绍、曹操战于匡亭，但結果袁術大败。
袁术退保雍丘，率领余部前往九江郡，杀了朝廷任命的扬州刺史陈温自領其州。另有一說陳溫當時已死，袁术南向壽春，被其任命的扬州刺史陈瑀拒絕接納，袁术退守阴陵並向陈瑀示好，陈瑀不知权变又胆怯，没有立即攻打袁术，袁术遂于淮北聚集军队要取寿春，陈瑀感到畏懼，派弟弟陈琮向袁术请和反被扣留，使陈瑀逃到下邳。期间袁术从袁绍处夺取的沛国为陶谦所占，而袁术又兼称徐州伯，似已与陶谦决裂。
李傕入长安后想交结袁术为援，于是派遣馬日磾授其左将军、假节，进封阳翟侯，而袁术藉機奪走馬日磾的符節，並促馬日磾徵辟其麾下將士。
袁术又试图拉拢朝廷任命的扬州刺史劉繇，派吴景、孙贲迎接刘繇到江南的曲阿（今江苏省丹阳市），承认其地位，自己不再自称扬州刺史。

### 立足淮南
興平末（195年），袁術部曲追擊曹操，曹操逃到秦伯南那裡，秦伯南開門接收曹操。袁術追兵向秦伯南問曹操在哪，秦伯南謊稱就是自己，因而被殺。
建安元年（196年）春正月，曹操军临武平，袁术所置陈相袁嗣降。夏六月，袁術从徐州广陵郡出兵攻打同在徐州的刘备，此時劉備麾下的曹豹反叛，鼓動剛投靠劉備的呂布奪取了下邳，袁术順勢擊败刘备，舉薦吴景为广陵太守，並鼓動呂布麾下的郝萌叛變但事敗。呂布讓兵敗的劉備駐守小沛，后袁術再度攻打劉備，呂布為免唇亡齒寒在轅門射戟使袁軍將領紀靈震懾而退兵。

### 僭號稱帝
袁術以五德終始說作依據，又認為神秘讖緯預言「代漢者當塗高」對應了其字「公路」，加上奪取了孫堅軍在洛陽拾獲的传国玺，成為他稱帝的憑據；197年袁術在壽春僭號稱帝，建號仲家，仿效漢制的河南尹，以九江太守為淮南尹，置公卿，祠南北郊。后来曹操在《让县自明本志令》中称，当时袁术因为畏惧曹操，僅僭越天子之制而不敢称帝。
然而袁術的逾越之舉引起各方諸侯反感，隨即成為眾矢之的，不久接連遭到孫策、呂布、曹操、劉備等勢力的圍攻。孫策致書責袁術僭號，遂在江東脫離袁術而自立，並趕走了袁術任命的丹楊太守袁胤；孫策的舅父廣陵太守吳景與堂兄九江太守孫賁脫離袁術而隨孫策征討江東，使袁術喪失廣陵、江東等大片土地，實力重挫；呂布拒助袁術而殺了袁術來使韓胤，並擊敗試圖報復的袁術軍；另外袁術又因派人刺殺漢室陳王劉寵及其國相駱俊併吞陳地而招致曹操軍的討伐，迫使袁術退守淮南。
197年秋天，江淮鬧飢荒，處處可見人吃人的慘劇。當時袁术以舒邵为沛相，曾給十万斛米为军粮，但被舒邵拿去賑濟饥民。袁術知道後非常憤怒，想殺舒邵。舒邵回答：“我知道難逃一死。但仍這樣做。宁可犧牲我一人性命，只希望能救百姓于苦難。”袁术聽完下马扶起舒邵說道：“仲应啊！你是独自想名重天下，不与我共享嗎？”儘管如此，袁術仍奢侈度日，讓後宮穿著華服、享用珍饈，無視士卒挨餓受凍。
198年冬天，吕布被曹操攻打时，曾派許汜、王楷向袁術求救，但袁術對於其子未能與呂布之女聯姻耿耿於懷而不願救援，後經汜、楷陳說利害方才出兵，同時呂布欲攜女至袁術處，但路途被曹操阻斷而未果。
199年，袁術受到接連敗仗以及領地出現飢荒的影響陷入困頓，本想投靠屯兵於灊山的部下雷薄、陳蘭，但被他們拒絕，因此欲將帝號送給擁有四州的袁紹，並前往投奔袁紹長子、時任青州刺史袁譚，但因曹操派遣劉備、朱靈和路招等人在途中擋下，使其無法通行，只能返回壽春。袁術問廚下，僅剩麥屑三十斛。當時天氣炎熱，想喝蜜水，也找不到蜂蜜。袁術坐在床上歎息許久，大聲吼叫：“我袁術怎麼落得這個下場！”不久後他就在抑鬱之下嘔血而死。袁術死後，曾被其扣留的名士徐璆帶走了傳國璽並交還給漢室。

## 子女歸吳
袁術從弟袁胤畏曹操，不敢居壽春，率其部曲奉術柩及妻子奔廬江太守劉勳於皖城；孫策破劉勳，得袁術百工及鼓吹部曲三萬餘人，俘獲袁術、劉勳的妻子。
後來袁術女兒被納入孫權後宮，兒子袁燿仕吳為郎中，袁燿的女儿又许配给孙权的儿子孫奮。

## 逸闻
- 袁术任长水校尉，喜好奢华，车马华贵，行为放肆，常盛气凌人，被人称为“路中悍鬼袁长水”[20]。

- 孫策十四歲時去壽陽拜訪袁術，不久突然看到劉備也要拜訪袁術，孫策見狀打算離開。袁術對孫策問說：「劉備跟你有何關係?」孫策回答：「沒有，只是因為英雄忌人。」而後孫策從東階下去劉備則剛好從西階上來，劉備回頭看著孫策的走路姿勢，便停駐下來不再往前走了。[21]。

## 人物評語
- 蒯越：「袁術勇而無斷。」（裴注《三國志·劉表傳》引司馬彪戰略）
- 董卓：「但杀二袁儿，则天下自服矣。」（《后汉纪·孝献皇帝纪卷第二十六》）
- 陈登：「公路驕豪，非治亂之主。」（《三國志·蜀書‧先主傳第二》）
- 孔融：「袁公路岂忧国忘家者邪？冢中枯骨，何足介意。」（《三國志·蜀書‧先主傳第二》）[22]
- 陳珪：「暹、奉與術，卒合之軍耳，策謀不素定，不能相維持，子登策之，比之連雞，勢不俱棲，可解離也。」 （《三国志·吕布传》）
- 何夔：「天之所助者顺，人之所助者信。术无信顺之实，而望天人之助，此不可以得志于天下。」
- 吕布：「喜为大言以诬天下。」
- 裴松之：「袁术无毫芒之功，纤介之善，而猖狂于时，妄自尊立，固义夫之所扼腕，人鬼之所同疾。虽复恭俭节用，而犹必覆亡不暇。」
- 陳壽：「袁術奢淫放肆，榮不終己，自取之也。」
- 王沈：「为长水校尉，好奢淫，骑盛车马，以气高人，语曰：‘路中捍鬼袁长水’。」
- 范曄《后汉书》：「术虽矜名尚奇，而天性骄肆，尊己陵物。及窃伪号，淫侈滋甚，媵御数百，无不兼罗纨，厌梁肉，自下饥困，莫之简恤。」
- 常璩：「汉末大乱，雄杰并起。若董卓、吕布、二袁、韩、马、张、杨、刘表之徒，兼州董郡，众动万计，叱咤之间，皆自谓汉祖可踵，桓、文易迈。」
- 伏滔《晋书·列传第六十二》：「李宪因亡新之余，袁术当衰汉之末，负力幸乱，遂生僭逆之计，建号九江，称制下邑，狼狈奔亡，倾城受戮。」
- 王勃：「区区公路，欲据列郡之尊；琐琐伯珪，谓保易京之业。瓒既窘毙，术亦忧终。」
- 司马光：「术以侠气闻。」
- 何去非《何博士备论之魏论》：「方二袁之起，借其世资以撼天下。绍举四州之众，南向而逼官渡；术据南阳，以扰江淮，遂窃大号；吕布骁勇，转斗无前而争衮州。方是之时，天下之窥曹公，疑不复振。而人之所以争附而乐赴者，袁、吕而已。」
- 陆游《读袁公路传》：「成败相寻岂有常，英雄最忌数悲伤。芜蒌豆粥从来事，何恨邮亭坐箦床？」
- 郝经《续后汉书》：「术恃冢中枯骨，敢奸大分，罪浮于绍矣。」
- 王夫之《讀通鑑論》：「狂愚而逞者袁術，而猶飾偽以自尊」
- 柳从辰：「卓虽受诛，豪杰并起，跨州连郡如刘虞、公孙瓒、陶谦、袁绍、刘表、刘焉、袁术、吕布者，皆尝雄视一时，其权力犹足匡正帝室。」
- 缪沅：「公路浦前白日昏，千重骇浪犹奔腾。袁曹昔时争战地，秋原尚作黄云屯。兄弟阋墙事堪叹，术也仇绍翻结瓒，谬算适足羞先公，强云图谶天所赞。里谣谁记当涂高，僭号不闻阎象谏。符命之说诚荒唐，当车有臂疑螳螂。江淮冻饥士卒死，宫中日夜为荒亡。蛾眉皓齿竞害宠，冯家小女悲悬梁。山之败所自致，江亭奔窜如亡羊。堆床十斛仅麦屑，一勺入口无蜜浆。当时割据意何取，离离满目悲禾黍。我来袁浦为吊古，老龙昼眠蛟夜舞，鲸波蚀尽战场土。」
- 罗贯中：「汉末刀兵起四方，无端袁术太猖狂，不思累世为公相，便欲孤身作帝王。强暴枉夸传国玺，骄奢妄说应天祥。渴思蜜水无由得，独卧空床呕血亡。」

## 家庭

### 祖輩
- 袁安高祖父，官至司空、司徒。
- 袁敞叔曾祖，官至司空。
- 袁湯祖父，官至司空、司徒、太尉。

### 父輩
- 袁平袁湯長子，大伯父，官至左中郎將。
- 袁成袁湯次子，二伯父，官至司空。
- 袁隗袁湯四子，四叔父，官至太傅。

### 父親
- 袁逢袁湯三子，官至司空。

### 兄弟
- 嫡兄袁基
- 庶兄袁紹（同父兄，按宗法为堂兄）
- 族兄袁遺
- 族弟袁胤
- 再從兄弟袁閎
- 再從兄弟袁忠

### 妻子
- 馮氏（馮方之女），有国色，避乱扬州，袁术将她纳为妻，十分爱幸。袁术诸妇因妒将她绞死，袁术以为是自杀，厚加殡敛。由曹操《让县自明本志令》有“两妇预争为皇后”语，袁术应另有一妻。

#### 岳父
- 馮方，中常侍曹节女婿，汉灵帝初年为尚书郎，后为大司农、司隶校尉。此人有可能是冯芳，不过存疑。

### 子女
- 袁耀（子），入孫吳官至郎中。
- 袁氏（女），入孫吳納為孫權妃。
- 袁氏（女），黃猗妻（《吳志·孫策傳》引《江表傳》）。

### 子孫
- 袁氏（袁耀之女，後為孫權之子孫奮的妻子）

### 族人
- 袁隗，袁术叔父。
- 杨彪，袁術姻親，曾被曹操以此為由欲治其罪，後因孔融的辯護而釋放，其子杨修是袁术的外甥，证明袁术有姐姐或妹妹与杨彪结婚。
- 何夔，袁术堂兄袁遗之母是何夔的姑姑。
- 高幹，袁術外甥，在袁紹辭世後表面上歸順朝廷，後趁曹操對付袁紹之子袁熙和袁尚時，高幹舉兵叛變，但事敗被殺。
- 袁遺，袁術堂兄，字伯業，曾任長安令、揚州刺史，最後為袁術所敗，因部下背叛而被殺。曹操稱其「長大而能勤學者，惟吾與袁伯業矣。（白話：年紀漸長仍能堅持好學不倦的，就只有我與袁伯業了。）」
- 袁敘，袁術堂弟，曾任濟陰太守。
- 袁胤，袁術堂弟，曾任丹楊太守。

## 部下

### 武将
- 紀靈，曾領步騎三萬攻劉備，受呂布制止。小說中是袁術麾下大將，善使三尖兩刃刀。
  - 荀正，三国演义虚构人物，纪灵副将，被关羽斩杀。
- 張勳，袁術部將，與橋蕤等聯同楊奉、韓暹合兵攻打呂布。
- 韓浩，袁術騎都尉，受夏侯惇賞識推薦，跟隨曹操。
- 橋蕤、梁綱、樂就、李豐，袁術部將，皆被曹操將于禁生擒，全部斬首。
- 苌奴，袁術部將，和董承拒險阻擋了曹操派遣的曹洪，使其無法前赴迎天子。
- 戚寄、秦翊，袁術部將，曹操麾下的刘馥说服他们两个，使率眾投降曹操。[23]
- 张闿，袁術部曲，受袁術指使暗殺陳國相駱俊。[24]
- 陳蘭，袁術部曲，屯兵於灊山，但之後拒納袁術，在袁術病死後降於曹操麾下的劉馥，又於劉馥逝世後叛變曹操，被張遼斬殺。
- 雷薄，袁術部曲，屯兵於灊山，但之後拒納袁術。
- 师宜官，著名书法家，后为袁术部将。

### 文官
- 李业，袁術謀臣，袁術曾協令何夔遊说蕲阳，何夔向李業表明心跡拒絕。
- 楊弘，袁術長史，演義誤將其名寫作楊大將。
- 閻象，袁術主簿，勸阻袁術稱帝。
- 韓胤，袁術使節，197年袁術僭號後被派去勸說呂布遣其女與袁術子通婚作為結盟，但呂布聽從陳珪的建議拒盟，並將其送至許昌被曹操處決。
- 张炯，河內人，以符命說袁術自立稱帝。
- 呂範，避亂江南效命袁術，後跟隨孙策。
- 袁渙，避亂江南被袁術徵用，與袁術對談，袁術對袁渙的說話無法反駁。

### 郡守刺史
- 劉勳，被袁術任命為廬江太守。袁術病死，袁術妻子依術故吏廬江太守劉勳，孫策破劉勳統治的廬江，劉勳率眾降曹操。
  - 刘偕，刘勋之弟。
- 惠衢，被袁術任命為揚州刺史。
- 陈纪，丹陽人，被袁術任命為九江太守。
- 陈瑀，陳球長子，有一說被袁術任命為揚州刺史，但之後拒納袁术入揚州，被袁术攻伐，為此向袁術請和未果，棄揚州出奔下邳。
  - 陈牧，陈瑀的大将。
  - 万演，陈瑀部下的都尉。
- 袁嗣，被袁術任命為陈相，在曹操军临武平时投降。
- 舒邵，字仲膺，被袁術任命為沛相，將袁術軍十萬軍糧用以振災。

### 依附勢力
- 郑泰，谋刺董卓失败后逃往袁术处。
- 金尚，朝廷任命接替劉岱為兗州刺史，被曹操赶走后投奔袁术。197年袁術僭號後欲授其太尉之位被回絕，脫離未成被袁術所殺。[25]
- 孫堅，爭戰有功封烏程侯，袁術上表孫堅爲破虜將軍，領豫州刺史。191年被袁術派去攻荊州劉表而死於襄陽之战。
- 孙策，孫堅之子，孫堅戰死後襲封烏程侯。197年袁術僭號後脫離自立。
- 孙香，孫堅族人，隨孫堅爭戰多年，孫堅戰死後和孫策等人投靠袁術。197年袁術僭號後未能脫離，不久於壽春病逝。
- 孫賁，孫堅姪子，孫堅戰死後率孫堅部眾投靠袁術，袁術上表孫賁爲豫州刺史，後轉任九江太守。197年袁術僭號後脫離，投奔孫策。
- 吳景，孫堅妻弟，隨孫堅爭戰有功，受騎都尉，袁術上表吳景爲丹楊太守，後轉任廣陵太守。197年袁術僭號後脫離，投奔孫策。
- 白波餘黨（杨奉、 韩暹），曹操救回獻帝後，二人投奔袁術。後答應呂布拉攏，背叛袁術。
- 汝南黄巾（何仪、刘辟、龚都、黄邵、何曼），領有數萬人，先是響應袁術，之後依附孫堅。
- 祖郎，涇縣賊帥，袁术曾聯絡祖郎鼓動山越对付孙策。

### 劫持
- 劉和，劉虞之子，漢侍中。漢獻帝派其連絡劉虞派兵來迎，但在途中被袁術扣留，以此向劉虞索要兵力，後投奔袁紹。
- 陈琮，字公琰，汝陰太守，陳球次子、陈瑀弟。有一說其兄陈瑀時為袁术所置的揚州刺史，拒納袁术入揚州，被袁术攻伐，于是派陳倧向袁術請和反被扣留。
- 何夔，避亂淮南，拒絕袁術徵召，被袁術強留。袁術與橋蕤攻曹操的蘄陽，袁術打算派何夔勸降，但何夔卻逃到灊山匿藏。
- 马日磾，漢太尉。持節至壽春拜會袁术，被袁术搶去符節，欲逼其作為軍師，不久於壽春病逝。
- 陈应，陈珪之子，被袁术扣留，以此逼迫陈珪为自己所用，但被陈珪拒绝。[26]
- 徐璆，徐淑之子，漢獻帝遷許時徵招他到京師赴任廷尉，但在途中被袁術扣留，拒絕袁術欲授予其上公之位，在袁術死後帶走傳國璽並交還給漢室。

## 藝術形象

### 漫畫
- 《蒼天航路》（王欣太）
- 《火鳳燎原》（陳某）：設定為仁義自居之人，為了玉壐而收留孫策，初期有無名軍師輔助，本來早知道玉壐存在於洛陽，曾派人伺機去取但死於洛陽大火中，使孫堅得到，孫堅亦在無名軍師設計下被甘寧射殺，孫堅死後使人分化及兼併孫家的幕後黑手，在玉壐到手和無名軍師死後稱帝，在攻打呂布失敗後元氣大傷，在官渡之戰篇初期被劉備打敗後受司馬懿指使推袁紹為帝以換取糧食，最終被毒死。

### 影视
- 電視劇《貂蝉》（1988年）：唐复雄
- 中國中央電視台電視劇《三國演義》（1994年）：陈友旺、王福生
- 台灣華視電視劇《三國英雄傳之關公》（1996年）：林伟
- 电视剧《曹操》（1999年）：伍保国
- 中國電視劇《呂布與貂蟬》（2001年）：徐震
- 中国中央电视台电视剧《武圣关公》（2004年）：蔡厚贵
- 中國電視劇《三国》（2010年）：阎沛
- 电视剧《曹操》（2014年）：丁凯
- 电视剧《武神赵子龙》（2016年）：冷海铭
- 电视剧《少儿也三国》（2018年）：李承昊

### 遊戲
- 《三國殺Online》（2008年）
- 《真·三國無雙》系列（2000年至今）（配音：平井启二（《真·三國無雙8》））

## 延伸阅读
[在维基数据编辑]
 《後漢書/卷75》，出自范晔《後漢書》
 《三國志/卷06》，出自陳壽《三國志》
 在维基共享资源阅览影像